# Eois crocina
Eois crocina là một loài bướm đêm trong họ Geometridae.